# Supercopa Ibérica masculina de Balonmano 2023
Die Supercopa Ibérica (spanisch) bzw. Supertaça Ibérica (portugiesisch) 2023 war die zweite Veranstaltung der Supercopa Ibérica. Bei dem von den Verbänden Real Federación Española de Balonmano (RFEBM) aus Spanien und Federação de Andebol de Portugal (FAP) aus Portugal veranstalteten Handballwettbewerb treten die jeweils zwei besten Mannschaften der Vorsaison an. Das Turnier wurde am 2. und 3. September 2023 in Portugal ausgetragen. Der FC Barcelona gewann nach der ersten Ausgabe im Jahr 2022 auch dieses Turnier der vier besten Teams der iberischen Halbinsel.

## Teilnehmer
Der spanische Verband entsendete den FC Barcelona, spanischer Meister der Spielzeit 2022/2023 und zudem Pokalsieger, sowie den BM Logroño La Rioja, der im Pokalwettbewerb den zweiten Platz belegt hatte.
Während sich die beiden spanischen Vertreter schon im April bzw. Anfang Mai 2023 qualifizierten, waren die portugiesischen Wettbewerbe noch nicht entschieden. Meister der portugiesischen Andebol 1 wurde der FC Porto, Sporting Lissabon gewann den portugiesischen Pokal.

## Spiele

### Halbfinale
| 2. September 2023 15:00 Uhr | FC Porto                                       | 32:26        | BM Logroño La Rioja                              | Centro Cultural, Viana do Castelo Schiedsrichter: Raúl Oyarzun Aylagas, Aritz Zaragüeta Ruiz |
| 2. September 2023 15:00 Uhr | meiste Tore: Pedro Valdés, Fábio Magalhães (5) | (17:14)      | meiste Tore: Ismael El Korchi, David Cadarso (5) | Centro Cultural, Viana do Castelo Schiedsrichter: Raúl Oyarzun Aylagas, Aritz Zaragüeta Ruiz |
| 2. September 2023 15:00 Uhr | Strafen: 2×                                    | Spielbericht | Strafen: 3×                                      | Centro Cultural, Viana do Castelo Schiedsrichter: Raúl Oyarzun Aylagas, Aritz Zaragüeta Ruiz |

| 2. September 2023 17:30 Uhr | FC Barcelona              | 37:32        | Sporting Lissabon                        | Centro Cultural, Viana do Castelo Schiedsrichter: Rúben Maia, Andre Filipe Amorim Nunes |
| 2. September 2023 17:30 Uhr | meiste Tore: Dika Mem (7) | (19:18)      | meiste Tore: Francisco Mota da Costa (9) | Centro Cultural, Viana do Castelo Schiedsrichter: Rúben Maia, Andre Filipe Amorim Nunes |
| 2. September 2023 17:30 Uhr | Strafen: 2×               | Spielbericht | Strafen: 2×                              | Centro Cultural, Viana do Castelo Schiedsrichter: Rúben Maia, Andre Filipe Amorim Nunes |

### Spiel um Platz 3
| 3. September 2023 12:00 Uhr | BM Logroño La Rioja               | 29:39          | Sporting Lissabon                        | Centro Cultural, Viana do Castelo Schiedsrichter: Raúl Oyarzun Aylagas, Aritz Zaragüeta Ruiz |
| 3. September 2023 12:00 Uhr | meiste Tore: Eugen Josip Zaja (9) | (15:20)        | meiste Tore: Francisco Mota da Costa (9) | Centro Cultural, Viana do Castelo Schiedsrichter: Raúl Oyarzun Aylagas, Aritz Zaragüeta Ruiz |
| 3. September 2023 12:00 Uhr |                                   | Strafen: 1× 3× |                                          | Centro Cultural, Viana do Castelo Schiedsrichter: Raúl Oyarzun Aylagas, Aritz Zaragüeta Ruiz |

### Spiel um Platz 1
| 3. September 2023 15:00 Uhr | FC Porto                      | 38:44        | FC Barcelona               | Centro Cultural, Viana do Castelo Schiedsrichter: Ivan Luis Oliveira Santos Caçador, Eurico Nicolau |
| 3. September 2023 15:00 Uhr | meiste Tore: Nikolaj Læsø (7) | (22:22)      | meiste Tore: Blaž Janc (9) | Centro Cultural, Viana do Castelo Schiedsrichter: Ivan Luis Oliveira Santos Caçador, Eurico Nicolau |
| 3. September 2023 15:00 Uhr | Strafen: 3×                   | Spielbericht |                            | Centro Cultural, Viana do Castelo Schiedsrichter: Ivan Luis Oliveira Santos Caçador, Eurico Nicolau |